# Шеллі Дювалл
Шеллі Дювалл (англ. Shelley Duvall) — американська акторка кіно і телебачення, номінантка на премію BAFTA (1978) і «Еммі» (1988, 1992), володарка призу за найкращу жіночу роль на Каннському кінофестивалі (1977).
Найбільш відома щодо участі у фільмах «Нешвілл» (1975), «Три жінки» (1977), «Енні Холл» (1977), «Сяйво» (1980), «Попай» (1980), «Бандити часу» (1981) і «Портрет леді» (1996). З 2002 року в кіно не знімається.

## Біографія
Шеллі була артистичною та енергійною дитиною, зрештою отримала прізвисько «Маніакальна миша» від своєї матері. У молодому віці зацікавилася наукою, а в підлітковому — прагнула стати вченою. Після закінчення середньої школи Волтріп у 1967 році Шеллі продавала косметику в Foley's і навчалася в Південному Техасі молодшого коледжу, де вона здобула спеціальність в галузі харчування та дієтотерапії.
Шеллі не хотіла бути акторкою, а думала стати художницею. У 1970 році вона зустріла режисера Роберта Альтмана за зніманням фільму «Брюстер Макклауд». Кілька членів знімальної групи фільму були зачаровані життєрадісною присутністю та унікальною зовнішністю Дювалл і попросили її зіграти роль у фільмі.
Справжня слава до Дювалл прийшла через 10 років з виходом фільму «Сяйво». Однак через важкий процес знімання у неї почалися проблеми з психікою. Режисер Стенлі Кубрик спеціально жорстоко та критично ставився до Шеллі. Він наполягав, щоб всі актори так проводились з Шеллі під час знімання. За задумом Кубрика, це мало вплинути на її акторську гру у фільмі. 
Після фільму Стенлі Кубрик отримав премію «Золота малина», як найгірший режисер року, а Шеллі була визнана найгіршою акторкою. Однак засновники премії, після повідомлень про жорстоке поводження Кубрика, заявили, що жаліють про нагородження Шеллі Дювалл.

## Смерть
Шеллі Дювалл померла 11 липня у своєму будинку в Бланко, штат Техас у віці 75 років. Партнер акторки Ден Гілрой повідомив, що причиною смерті Дювалл стали ускладнення викликанні діабетом.